# Titanocetus
Titanocetus — рід вимерлих китоподібних, тісно пов'язаних із родиною Cetotheriidae.

## Опис
Зовні цей кит був схожий на живих Balaenopteridae, але був значно меншим за розміром: загальна довжина черепа ледь перевищувала один метр, а вся тварина досягала близько шести метрів.
Titanocetus вважається примітивним представником Mysticeti, який уже був оснащений вусами і був носієм характеристик як сучасних (тобто рострум, широкий і плоский), так і предків (луската кістка, тім'яна кістка, які займають частину скроневого вікна).

## Відкриття
Викопні рештки Titanocetus були виявлені в деяких морських відкладеннях, що датуються серраваллієм (середній міоцен) і належать до «формації Фумайоло» (Республіка Сан-Марино). У 1900 році кит був описаний італійським палеонтологом Джованні Капелліні, який пізніше (1901) назвав його Aulocetus sammarinensis. Понад століття потому, у 2006 році, палеонтолог Мікеланджело Бісконті заявив, що останки надто відрізняються від типового виду роду Aulocetus, і таким чином створив новий рід Titanocetus.